# شوارتسو ام اشتاینفلد
شوارتسو ام اشتاینفلد (به آلمانی: Schwarzau am Steinfeld) یک منطقهٔ مسکونی در اتریش است که در ناحیه نوین‌کیرشن واقع شده‌است. شوارتسو ام اشتاینفلد ۱٬۷۲۱ نفر جمعیت دارد.